# Pakhuis Hamburg (Groningen)
Pakhuis Hamburg is een 18e-eeuws voormalig pakhuis in de Hoekstraat in de Nederlandse stad Groningen.

## Geschiedenis
Het pakhuis werd blijkens een gevelsteen in 1714 gebouwd en lijkt sterk op het jongere, naastgelegen Pakhuis Amsterdam. 
Het pand heeft twee verdiepingen en een zolder, onder een zadeldak, met in de top een trijshuisje. Aan weerszijden van de hijsluiken zijn halfronde lichtvensters aangebracht. In de voorgevel aan de rechterzijde een aparte toegangsdeur, waarboven een ovaal raam. 
Het pakhuis werd in 1971 als rijksmonument opgenomen in het monumentenregister.